# Vetenskapsåret 1951

## Händelser

### Teknik
- 30 mars - Remington Rand levererar den första UNIVAC I datorn till United States Census Bureau.
- 14 juni - UNIVAC I godkänns av US Census Bureau.[1]
- 5 juli -  William B Shockley uppfinner den bipolära transistorn.

## Pristagare
- Bigsbymedaljen: Edwin Sherbon Hills [2]
- Copleymedaljen: David Keilin
- Ingenjörsvetenskapsakademien utdelar Stora guldmedaljen till Karl-Erik Eriksson och Ragnar Liljeblad
- Nobelpriset: [3]
  - Fysik: John Cockcroft, Ernest T S Walton
  - Kemi: Edwin McMillan, Glenn T. Seaborg
  - Fysiologi/Medicin: Max Theiler
- Penrosemedaljen: Pentti Eskola
- Wollastonmedaljen: Olaf Holtedahl [4]

## Födda
- 18 september - John Clark (död 2004), genetiker, ledare för Roslin Institute.

## Avlidna
- 30 januari - Ferdinand Porsche (född 1875), österrikisk-tysk bilkonstruktör.
- 6 april - Robert Broom (född 1866), paleontolog.
- 22 april - Horace Donisthorpe (född 1870), brittisk entomolog.

### Fotnoter
1. ↑  ”50th anniversary of the UNIVAC I”. CNN. 14 juni 2001. http://www.cnn.com/2001/TECH/industry/06/14/computing.anniversary/. Läst 20 april 2010.
2. ↑  ”Geological Society”. Arkiverad från originalet den 5 juni 2011. https://web.archive.org/web/20110605101836/http://www.geolsoc.org.uk/gsl/society/history/page753.html. Läst 13 april 2011.
3. ↑  ”Nobelpriset”. http://nobelprize.org/nobel_prizes/lists/all/index.html. Läst 10 april 2011.
4. ↑  ”Geological Society”. Arkiverad från originalet den 5 juni 2011. https://web.archive.org/web/20110605102217/http://www.geolsoc.org.uk/gsl/society/history/page750.html. Läst 14 april 2011.